# Sagartia ichthystoma
Sagartia ichthystoma är en havsanemonart som beskrevs av Gosse 1858 nomen oblitum?. Sagartia ichthystoma ingår i släktet Sagartia och familjen Sagartiidae. Inga underarter finns listade i Catalogue of Life.